# Dalechampia meridionalis
Dalechampia meridionalis är en törelväxtart som beskrevs av Johannes Müller Argoviensis. Dalechampia meridionalis ingår i släktet Dalechampia och familjen törelväxter. Inga underarter finns listade i Catalogue of Life.